# Miloševići (Šavnik)
Pour les articles homonymes, voir Miloševići.
Miloševići (en serbe cyrillique : Милошевићи) est un village du centre-ouest du Monténégro, dans la municipalité de Šavnik.

## Démographie

### Évolution historique de la population
| 1948 | 1953 | 1961 | 1971 | 1981 | 1991 | 2003 |
| ---- | ---- | ---- | ---- | ---- | ---- | ---- |
| 245  | 247  | 197  | 168  | 142  | 27   | 17   |